# Pituicyter
Pituicyter är en typ av residenta gliaceller som finns i neurohypofysen (den bakre loben av hypofysen). En av deras kända uppgifter är skapa en fysisk barriär genom att omsluta neurosekretoriska axoner och axonala ändar under basala förhållanden, och släppa dem när hormontillförsel behövs.